# Selección de voleibol de la República Democrática Alemana
La selección de voleibol de la República Democrática Alemana fue el equipo masculino representativo de voleibol de República Democrática Alemana en las competiciones internacionales organizadas por la Confederación Europea de Voleibol (CEV), la Federación Internacional de Voleibol (FIVB) o el Comité Olímpico Internacional (COI).

## Historia
Desaparecida en 1990 después de la reunificación alemana, 
```
entre 1969 y 1972 el equipo consigue sus resultados más exítosos: gana la 
Copa Mundial de 1969
, el 
Campeonato Mundial de 1970
 organizado en 
Bulgaria
[
1
]
 y también consigue la medalla de plata en los 
 Juegos Olímpicos de Múnich 1972
 cayendo el la final por 3-1 frente a 
Japón
.
[
2
]
```

Después de la reunificación sus registros fueron absorbidos en la Selección de voleibol de Alemania, juntos con los de la República Federal de Alemania.

## Historial
| \| - Tokío 1964: No clasificada - México 1968: 4° \| - Múnich 1972: Plata - Montreal 1976: No clasificada \| - Moscú 1980: No clasificada - Los Ángeles 1984: No clasificada \| - Seúl 1988: No clasificada \| |                                                      |                                                                 |                             |
| - Tokío 1964: No clasificada - México 1968: 4° | - Múnich 1972: Plata - Montreal 1976: No clasificada | - Moscú 1980: No clasificada - Los Ángeles 1984: No clasificada | - Seúl 1988: No clasificada |

| \| - 1949: No clasificada - 1952: No clasificada - 1956: 12° \| - 1960: No clasificada - 1962: 11° - 1966: 4° \| - 1970: Campeón - 1974: 4° - 1978: 9° \| - 1982: 12° - 1986: No clasificada \| |                                               |                                       |                                    |
| - 1949: No clasificada - 1952: No clasificada - 1956: 12° | - 1960: No clasificada - 1962: 11° - 1966: 4° | - 1970: Campeón - 1974: 4° - 1978: 9° | - 1982: 12° - 1986: No clasificada |

| Liga Mundial          |
| --------------------- |
| - Sin participaciones |

| \| - 1948: No clasificada - 1950: No clasificada - 1951: No clasificada - 1955: No clasificada - 1958: 9° \| - 1963: 9° - 1967: 4° - 1971: 4° - 1975: 7° - 1977: 9° \| - 1979: 9° - 1981: 6° - 1983: 6° - 1985: No clasificada - 1987: No clasificada \| - 1989: 6° \| |                                                        |                                                                                |            |
| - 1948: No clasificada - 1950: No clasificada - 1951: No clasificada - 1955: No clasificada - 1958: 9° | - 1963: 9° - 1967: 4° - 1971: 4° - 1975: 7° - 1977: 9° | - 1979: 9° - 1981: 6° - 1983: 6° - 1985: No clasificada - 1987: No clasificada | - 1989: 6° |

| \| - 1965: 5° - 1969: Campeón \| - 1977: No clasificada - 1981: No clasificada \| - 1985: No clasificada \| - 1989: No clasificada \| |                                               |                        |                        |
| - 1965: 5° - 1969: Campeón | - 1977: No clasificada - 1981: No clasificada | - 1985: No clasificada | - 1989: No clasificada |

## Medallero
| Competición        | Oro | Plata | Bronce | Total |
| ------------------ | --- | ----- | ------ | ----- |
| Juegos Olímpicos   | 0   | 1     | 0      | 1     |
| Campeonato Mundial | 1   | 0     | 0      | 1     |
| Campeonato Europeo | 0   | 0     | 0      | 0     |
| Liga Mundial       | 0   | 0     | 0      | 0     |
| Copa Mundial       | 1   | 0     | 0      | 1     |
| Total              | 2   | 1     | 0      | 3     |